# Чемпионат Исландии по футболу 1917
Чемпионат Исландии по футболу 1917 стал шестым розыгрышем первенства страны по футболу. Чемпионский титул в пятый раз в своей истории завоевал «Фрам».

## Турнирная таблица
| М | Команда   | И | В | Н | П | Мячи  | ±  | О |
| - | --------- | - | - | - | - | ----- | -- | - |
| 1 | Фрам      | 2 | 2 | 0 | 0 | 7 − 5 | +2 | 4 |
| 2 | Рейкьявик | 2 | 1 | 0 | 1 | 5 − 5 | 0  | 2 |
| 3 | Валюр     | 2 | 0 | 0 | 2 | 3 − 5 | −2 | 0 |

И — игры, В — выигрыши, Н — ничьи, П — проигрыши, Мячи — забитые и пропущенные голы, ± — разница голов, О — очки

## Состав чемпионов
- Хаукур Торс (вратарь)
- Арребо Клаусен
- Гудмундур Херсир
- Олафур Магнуссон
- Кнутур Кристинссон
- Гейр Х. Зога
- Адальстейнн П. Олафссон
- Петур Хоффманн Магнуссон
- Магнус Бьёрнссон
- Трюггви Магнуссон
- Гуннар Халлдорссон
- Гуннар Торстейнссон
- Петур Сигурдссон